# Myelofibros
Myelofibros är en myeloproliferativ sjukdom som påverkar produktionen av blodceller i benmärgen. I sin förlängning leder myelofibros till ett underskott på röda blodkroppar (erytrocyter). I sjukdomens tidiga skede förekommer också överproduktion av vita blodkroppar (leukocyter) och blodplättar (trombocyter). Myelofibros kan utläsas av ”myelo” som betyder benmärg och ”fibros” som är bildande av bindväv i ett organ. Patienter med myelofibros har just ett överskott av bindväv i benmärgen som tydligaste indikation. Sjukdomen är kronisk och behandlingen sträcker sig oftast livet ut.

## Symtom
Myelofibros upptäcks ofta vid en rutinundersökning då ett blodprov tas och läkaren konstaterar att personen ifråga har blodbrist (anemi). Myelofibros utvecklas oftast långsamt och patienten kan ha anpassat sig till en lindrig blodbrist, eller inte haft känningar av den.
Under den tidiga utvecklingen av myelofibros kan också ett kraftigt överskott av blodplättar uppstå, vilket kan kräva behandling för att hindra blodproppar. Men patienten kan också drabbas av ökade blödningar.
Om sjukdomen diagnostiseras sent kan mjälten vara förstorad (splenomegali). Orsaken till det är att kroppen försöker kompensera bristen på röda blodkroppar genom att börja producera dessa blodkroppar i mjälten. Förstorad mjälte kan ge en känsla av tidig mättnad vid måltider och en upplevelse av fylld buk. Smärta från den förstorade mjälten förekommer.
Vid den ovanligare akuta formen av myelofibros är det vanligt att blodbristen gör sig påmind genom andfåddhet, trötthet och minskad fysiskt prestationsförmåga.

## Diagnos
Utgångspunkten för en utredning om myelofibros är oftast en konstaterad anemi. Om anemin är kombinerad med ett ökat antal vita blodkroppar och blodplättar ökar misstanken om myelofibros. Själva diagnosen ställs med ett benmärgsprov som tas från bäckenbenet. Vid en mikroskopisk undersökning kan man vid myelofibros konstatera en ökning av cellhalten och en ökning av bindväv (fibros) i benmärgen.

## Sjukdomsmekanism
Orsakerna till myelofibros är inte helt klarlagda. 2005 upptäcktes att drygt hälften av de drabbade patienterna hade en spontant uppkommen mutation i den gen som styr blodbildningen (JAK2-genen).

## Epidemiologi
Myelofibros är en ovanlig sjukdom som drabbar cirka 40 personer per år i Sverige. Förekomsten är ungefär lika vanlig över hela världen. I första hand är det medelålders och äldre som drabbas av sjukdomen, men i enstaka fall kan myelofibros också utvecklas hos yngre personer. Myelofibros är inte ärftligt, men en viss överrepresentation finns hos släkter där myeloproliferativa sjukdomar förekommit.

## Behandling
I ett första skede behandlas bristen på röda blodkroppar. Behandlingen kan ges med flera metoder. 
Hos cirka en tredjedel av patienterna ger hormonbehandling med danazol resultat genom att stimulera bildningen av röda blodkroppar och förbättra blodvärdet. Danazol påminner i sin struktur om kroppens manliga könshormon och behandlingen kan ge kvinnor ökad ansiktsbehåring som biverkan. Vid behandling med danazol måste också levervärdena följas eftersom vissa patienter kan få en viss leverpåverkan som emellertid oftast är övergående. 
En annan behandling är injektioner med erytropoetin, epo, som liknar kroppens eget hormon för att stimulera bildningen av röda blodkroppar. Epobehandlingar är effektivast i sjukdomens tidiga faser. Effekten beror på hur stor kroppens egen produktion av epo är. 
När blodbristen blir mer markant och stimulerande medel inte hjälper används blodtransfusioner för att hålla blodvärdet på en så normal nivå som möjligt så att patienten kan upprätthålla ett aktivt liv. Transfusioner är en behandling som måste ges regelbundet för att effekten ska kvarstå. Under transfusionsbehandling kommer blodvärdet att variera stort. Efter en tids blodtransfusioner ansamlas järn i kroppen, vilket är farligt, och kan kräva särskild behandling, så kallad kelering.
En ny behandling, en JAK2-hämmare, Jakavi (ruxolitinib) godkändes under sommaren 2012. Kliniska studier visar att mjälten minskade i storlek hos de patienter som behandlades med Jakavi, de fick också störst lindring av sjukdomssymtom. Bland de symtom som studerades fanns magbesvär, smärta under revbenen, tidig mättnad, klåda, nattsvettningar samt ben- och muskelsmärtor. Resultaten visar också att Jakavi ökar överlevnaden jämfört med placebo.

Vid långt gången myelofibros kan det bli aktuellt med benmärgstransplantation. Benmärgstransplantation kan fungera botande. Stamceller kan då tas från syskon med liknande vävnadstyp eller från en obesläktad donator. Behandlingen är mycket krävande och bör undvikas vid hög ålder eller om det finns andra komplicerande sjukdomar.

## Prognos
Med dagens behandlingsmetoder är prognosen för överlevnad god om man får behandling i den kroniska fasen. De flesta patienter kan leva ett normalt liv.